# NGC 2247
NGC 2247 ist ein Reflexionsnebel im Sternbild Monoceros südlich des Himmelsäquators. Das Objekt wurde am 14. Februar 1857 vom irischen Astronomen R. J. Mitchell, einem Assistenten von William Parsons, entdeckt.